# Beatriz Merino Lucero
Martha Beatriz Merino Lucero (ur. 15 listopada 1947) – peruwiańska polityk, sprawowała urząd premiera Peru w okresie od 23 czerwca do 12 grudnia 2003. Była pierwszą kobietą na tym stanowisku nie tylko w Peru, ale również w całej Ameryce Łacińskiej. Od września 2005 do marca 2011 pełniła urząd ombudsmana, również jako pierwsza kobieta na tym stanowisku w Ameryce Łacińskiej.

## Życiorys
Urodziła się 15 listopada 1947 w Limie. Studiowała najpierw prawo na Uniwersytecie Świętego Marka, które następnie kontynuowała na Uniwersytecie Harvarda. Była pierwszą Peruwianką, która uzyskała tytuł LLM na tej amerykańskiej uczelni. W 1972 uzyskała również tytuł LLM w London School of Economics. Po ukończeniu edukacji znalazła pracę w Procter & Gamble.
W latach 1990–1992 była senatorem, a od 1995 do 2000 członkinią Kongresu. Podczas pełnienia swojego urzędu w Kongresie była przewodniczącą Komisji Środowiska i Komisji ds. Praw Kobiet. W 2000 roku startowała na stanowisko wiceprezydenta z ramienia partii Perú Posible.
23 czerwca 2003 została premierem Peru. Prezydent Alejandro Toledo zaproponował jej to stanowisko po tym, jak odmówiło mu kilku innych kandydatów. Jej rządy zaczęły być oceniane bardzo pozytywnie w sondażach, co przełożyło się także na wzrost poparcia dla urzędującego prezydenta. Jednak po pewnym czasie rozpoczęły się ataki polityczne skierowane wprost w Beatriz Merino. W mediach pojawiały się informacje o homoseksualnej orientacji Merino, którym premier zaprzeczała. Zarzucano jej również obsadzanie stanowisk rządowych swoimi znajomymi, a jej wybory personalne dotyczące stanowisk ministerialnych nie były do końca akceptowane przez prezydenta. Sama dementowała te pogłoski, a później oceniano, że jej wybory personalne opierały się na kompetencjach i starała się przy tym unikać klientelizmu. Ze względu na krążące plotki oraz ogromne poparcie społeczne, które mogłoby jej dać wygraną w wyborach prezydenckich, chociaż sama nie chciała w nich startować, została poproszona przez Alejandro Toledo o rezygnację ze stanowiska. Ustąpiła 15 grudnia 2003.
Na świecie Beatriz Merino jest znana ze swojej pracy na rzecz kobiet. Pełniła rolę dyrektora w programie Women’s Leadership Programme (teraz znanym jako Gender Equality in Development Unit) w  Międzyamerykańskim Banku Rozwoju, była członkiem Rady Dyrektorów International Women Forum i Komitetu Zarządzającego w organizacji Business Women's Initiative against HIV/AIDS.

## Publikacje
Beatriz Merino napisała dwie książki:
- „Peruvian Women in the XX Century Legislation”,
- „Marriage and Rape: Debate of Article 178 of the Peruvian Criminal Code”.